# Division I 1988-1989 (pallacanestro maschile)
La Division I 1988-1989 è stata la 57ª edizione del massimo campionato belga di pallacanestro maschile. La vittoria finale è stata appannaggio del Racing Mechelen.

## Risultati

### Stagione regolare
|     | Squadra            | G  | V  | P  | PF | PS | Pt. | Qualificazione          |
| --- | ------------------ | -- | -- | -- | -- | -- | --- | ----------------------- |
| 1.  | Castors Braine     | 26 | 19 | 7  |    |    | 38  | playoff                 |
| 2.  | Racing Mechelen    | 26 | 19 | 7  |    |    | 38  | playoff                 |
| 3.  | Ostenda            | 26 | 18 | 8  |    |    | 36  | playoff                 |
| 4.  | RUS Mariembourg    | 26 | 18 | 8  |    |    | 36  | playoff                 |
| 5.  | Hellas Gent        | 26 | 17 | 9  |    |    | 34  |                         |
| 6.  | Maccabi Bruxelles  | 26 | 16 | 10 |    |    | 32  |                         |
| 7.  | CEP Charleroi      | 26 | 15 | 11 |    |    | 30  |                         |
| 8.  | Verviers-Pepinster | 26 | 12 | 14 |    |    | 24  |                         |
| 9.  | Avanti Brugge      | 26 | 12 | 14 |    |    | 44  |                         |
| 10. | Damme              | 26 | 10 | 16 |    |    | 20  |                         |
| 11. | Gent               | 26 | 9  | 17 |    |    | 18  |                         |
| 12. | Houthalen          | 26 | 7  | 19 |    |    | 14  | spareggio retrocessione |
| 13. | Sint-Truiden       | 26 | 7  | 19 |    |    | 14  | spareggio retrocessione |
| 14. | Beringen           | 26 | 3  | 23 |    |    | 6   | retrocesso              |

### Spareggio retrocessione
| Squadra 1 | Risultato | Squadra 2    |
| --------- | --------- | ------------ |
| Houthalen | 70 - 61   | Sint-Truiden |

### Playoff
|  | Semifinali | Semifinali      | Semifinali |                 |    | Finale         | Finale | Finale |  |
|  |            |                 |            |                 |    |                |        |        |  |
|  | 1.         | Castors Braine  | 2          |                 |    |                |        |        |  |
|  | 1.         | Castors Braine  | 2          |                 |    |                |        |        |  |
|  | 4.         | RUS Mariembourg | 1          |                 |    |                |        |        |  |
|  | 4.         | RUS Mariembourg | 1          |                 | 1. | Castors Braine | 2      |        |  |
|  |            |                 |            |                 | 1. | Castors Braine | 2      |        |  |
|  |            |                 | 2.         | Racing Mechelen | 3  |                |        |        |  |
|  | 2.         | Racing Mechelen | 2.         | Racing Mechelen | 3  | 2              |        |        |  |
|  | 2.         | Racing Mechelen |            |                 |    |                |        |        |  |
|  | 3.         | Ostenda         | 0          |                 |    |                |        |        |  |

| Division I 1988-1989       |
| -------------------------- |
| Racing Mechelen 10º titolo |

## Formazione vincitrice
| N° | Naz.                   | Ruolo | Sportivo                |  | Alt. |  |
| -- | ---------------------- | ----- | ----------------------- |  | ---- |  |
|    | Belgio (bandiera)      | P     | Ronny Bayer             |  | 185  |  |
|    | Belgio (bandiera)      | A     | Rik Samaey              |  | 202  |  |
|    | Stati Uniti (bandiera) | AP    | Ron Kellogg             |  | 198  |  |
|    | Belgio (bandiera)      | All.  | Lucien Van Kersschaever |  |      |  |